# قانون تراشه و علم
قانون چیپس و علم یک قانون فدرال ایالات متحده است که توسط ۱۱۷ کنگره ایالات متحده تصویب شد و توسط رئیس‌جمهور جو بایدن در ۹ اوت ۲۰۲۲ به قانون تبدیل شد. این قانون تقریباً ۲۸۰ میلیارد دلار بودجه جدید برای تقویت تحقیقات داخلی و تولید نیمه هادی‌ها در ایالات متحده فراهم می‌کند. این قانون به‌طور کلی عنوان کوتاه رسمی ندارد اما به سه بخش با عنوان‌ها کوتاه خود تقسیم می‌شود: بخش A قانون تراشه‌های سال ۲۰۲۲ است (که در آن CHIPS مخفف «ایجاد انگیزه‌های مفید برای تولید نیمه هادی‌ها» است). بخش B قانون تحقیق و توسعه، رقابت و نوآوری است. و بخش C قانون تأمین مالی امنیتی دادگاه عالی سال ۲۰۲۲ است.
بیش از ۵۲ میلیارد دلار برای تحقیق در مورد نیمه هادی‌ها و سایر تحقیقات علمی با هدف اصلی مقابله با چین اختصاص داده شد. این طرح در ۲۷ ژوئیه ۲۰۲۲ با ۶۴ رای موافق در برابر ۳۳ رای به تصویب سنای ایالات متحده رسید در ۲۸ ژوئیه، لایحه ۲۸۰ میلیارد دلاری با ۲۴۳ رأی موافق در برابر ۱۸۷ رأی مخالف موافق به تصویب رسید.

## زمینه و مقررات
این لایحه در بحبوحه کمبود جهانی نیمه هادی‌ها در نظر گرفته شد و قصد داشت یارانه و اعتبار مالیاتی را به سازندگان تراشه که در ایالات متحده فعالیت می‌کنند، ارائه دهد. همچنین به وزارت بازرگانی ایالات متحده این اختیار اعطا شد که بر اساس تمایل شرکت‌ها برای حفظ تحقیقات، ایجاد تسهیلات و آموزش کارگران جدید، بودجه را تخصیص دهد.
برای اهداف نیمه هادی و مخابراتی، قانون تراشه‌ها حدود ۱۰۶ میلیارد دلار را تعیین می‌کند. قانون چیپس شامل ۳۹ میلیارد دلار مزایای مالیاتی و سایر مشوق‌ها برای تشویق شرکت‌های آمریکایی به ساخت کارخانه‌های جدید تولید تراشه در ایالات متحده است علاوه بر این، ۱۱ میلیارد دلار برای تحقیق و توسعه نیمه‌رساناهای پیشرفته و ۸٫۵ میلیارد دلار به مؤسسه ملی اختصاص خواهد یافت. استانداردها و فناوری، ۵۰۰ میلیون دلار برای تولید ایالات متحده آمریکا، و ۲ میلیارد دلار برای یک مرکز تحقیقات عمومی جدید به نام مرکز ملی فناوری نیمه هادی درنظر گرفت. علاوه بر آن ۲۴ میلیارد دلار به اعتبار مالیاتی جدید ۲۵ درصدی تولید نیمه هادی پیشرفته برای تشویق شرکت‌ها به ماندن در ایالات متحده و ۲۰۰ میلیون دلار به بنیاد ملی علوم برای حل مشکلات کوتاه مدت تأمین نیروی کار اختصاص خواهد یافت.
به گفته مک‌کینزی، «قانون تراشه‌ها ۲ میلیارد دلار به وزارت دفاع ایالات متحده برای تأمین مالی تحقیقات میکروالکترونیک، ساخت و آموزش نیروی کار اختصاص می‌دهد. علاوه بر آن ۵۰۰ میلیون دلار اضافی به وزارت امور خارجه ایالات متحده برای هماهنگی با شرکای دولتی خارجی در زمینه امنیت زنجیره تأمین نیمه هادی اختصاص می‌یابد. و ۱٫۵ میلیارد دلار به قانون ارتباطات راه دور ایالات متحده در سال ۲۰۲۰ کمک مالی می‌کند که هدف آن افزایش رقابت زنجیره تأمین نرم‌افزار و سخت‌افزار شبکه‌های 5G RAN باز (شبکه دسترسی رادیویی) است." در صورتی که طبق این قانون، شرکت‌ها یارانه‌ای دریافت کنند، به مدت ده سال از تولید تراشه‌های پیشرفته‌تر از ۲۸ نانومتر در چین و روسیه منع می‌شوند.
این قانون ۱۷۴ میلیارد دلار برای استفاده‌هایی غیر از فناوری نیمه هادی مجاز می‌کند. تمدید بودجه ناسا برای ایستگاه فضایی بین‌المللی تا سال ۲۰۳۰ را مجاز می‌داند، اما مناسب نمی‌داند، تا حدی بودجه برنامه آرتمیس برای بازگرداندن انسان‌ها به ماه را تأمین می‌کند، و به ناسا دستور می‌دهد تا دفتر برنامه ماه به مریخ را برای ماموریت انسانی به مریخ، فراتر از آرتمیس تأسیس کند. برنامه این لایحه همچنین ناسا را موظف می‌کند تا تحقیقاتی را برای بومی‌سازی بیشتر زنجیره‌های تأمین و تنوع و توسعه نیروی کار خود، کاهش اثرات زیست‌محیطی هوانوردی، ادغام شناسایی هواپیمای بدون سرنشین با کنترل ترافیک هوایی، بررسی نیروی محرکه هسته‌ای برای فضاپیماها و ادامه جستجوی اطلاعات فرازمینی انجام دهد. همچنین تلاش‌های بیگانه‌شناسی و تقویت بررسی‌های نجومی برای اجرام نزدیک به زمین از جمله پروژه نقشه‌بردار NEO را انجام دهد.
به گفته اندیشکده اقدام اقلیمی مؤسسه Rocky Mountain، این لایحه به‌طور بالقوه می‌تواند ۶۷ میلیارد دلار در تسریع فناوری‌های پیشرفته بدون آلایندگی به بازارهای انبوه و بهبود تحقیقات علم آب و هوا سرمایه‌گذاری کند. این لایحه ۸۱ میلیارد دلار در NSF سرمایه‌گذاری می‌کند، از جمله پول جدید برای آموزش STEM و دفاع در برابر نقض مالکیت معنوی خارجی، و ۲۰ میلیارد دلار در اداره جدید فناوری، نوآوری و مشارکتسرمایه‌گذاری کند، که وظیفه استقرار فناوری‌های فوق را بر عهده دارد. افزایش بودجه سالانه برای وزارت انرژی ایالات متحده برای اهداف دیگر از جمله تحقیقات ابررایانه، همجوشی هسته ای و شتاب‌دهنده ذرات است و به وزارت بازرگانی ایالات متحده دستور می‌دهد تا مراکز تحقیقاتی به ارزش ۱۰ میلیارد دلار را در بخش‌های پسا صنعتی ایجاد کند. مانند اقتصادهای روستایی

## واکنش‌ها

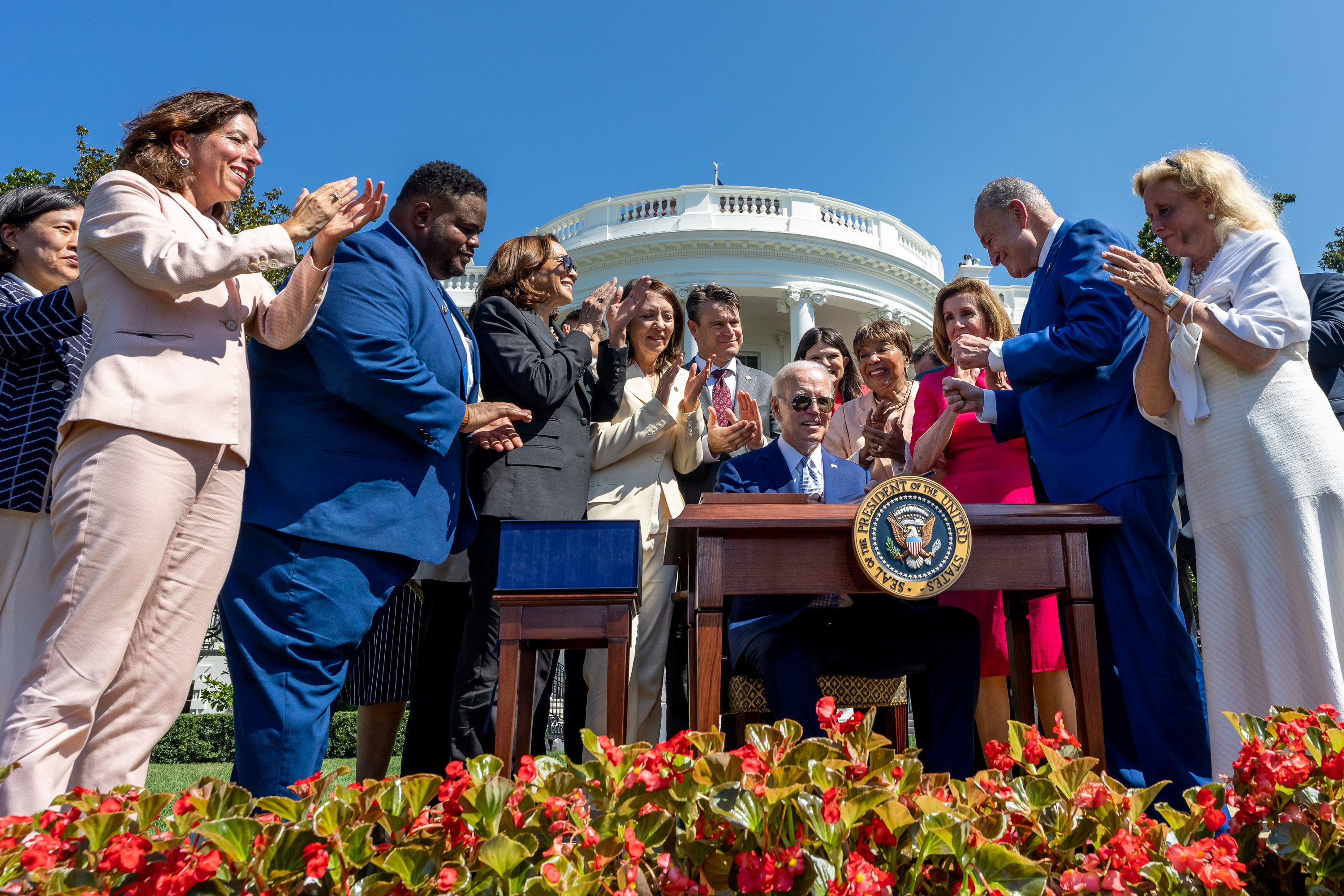
پرزیدنت جو بایدن در ۹ اوت ۲۰۲۲ لایحه قانونی در مورد چمن جنوبی کاخ سفید را امضا کرد.

رای سنا توسط ایالت ۲۷ ژوئیه

رأی‌گیری مجلس توسط ناحیه کنگره در ۲۸ ژوئیه بله دموکراتیک (219)

همه سناتورهای گروه دموکرات سنا به جز برنی سندرز به تصویب قانون چیپس رای دادند و هفده سناتور جمهوری‌خواه از جمله میچ مک کانل رهبر جمهوری‌خواه سنا، میت رامنی سناتور یوتا و لیندسی گراهام سناتور کارولینای جنوبی به آنها پیوستند.

## تأثیر
در اکتبر ۲۰۲۲، Micron Technology اعلام کرد که ۲۰ میلیارد دلار در یک کارخانه جدید تراشه در Clay، نیویورک سرمایه‌گذاری خواهد کرد تا از مزایای یارانه‌های موجود در این عمل استفاده کند.

## استقبال

### پشتیبانی
بسیاری از قانونگذاران و مقامات منتخب از سراسر دولت فدرال و دولت‌های مختلف ایالتی این تصویب را تأیید کردند. گروهی از فرمانداران دو حزبی متشکل از تام ولف از پنسیلوانیا، کی آیوی از آلاباما، گاوین نیوسام از کالیفرنیا، اندی بشیر از کنتاکی، گرچن ویتمر از میشیگان، تونی اورز از ویسکانسین، جی بی پریتزکر از ایلینویز، جی بی پریتزکرای شمالی، و گذرگاه شمالی از ایلینویز. این لایحه در نوامبر 2021.
به‌طور جداگانه، مایک دیواین، فرماندار اوهایو، که ایالتش به خانه جدیدترین کارخانه ساخت نیمه هادی اینتل در حومه کلمبوس در نیو آلبانی تبدیل شد، و همچنین گرگ ابوت فرماندار تگزاس و جان کورنین، سناتور تگزاس، که ایالتش محل سرمایه‌گذاری بزرگ بود. از طرف سامسونگ، هرکدام برای تصویب این لایحه فشار آوردند و در پیشبرد آن از طریق کنگره مورد تشویق قرار گرفتند. این شرکت حمایت گسترده‌ای از شرکت‌های تولید تراشه دریافت کرده‌است، اگرچه آنها نگران مقرراتی بودند که آنها را از سرمایه‌گذاری بیشتر در چین منع می‌کند.

### مخالفت
این لایحه توسط کوین مک‌کارتی، رهبر جمهوری‌خواه مجلس نمایندگان و سناتور برنی سندرز به عنوان یک «چک سفید» مورد انتقاد قرار گرفت، که دومی آن را معادل رشوه به شرکت‌های نیمه هادی دانست. چین علیه این لایحه لابی کرد و از آن به عنوان «یادآور ذهنیت جنگ سرد» انتقاد کرد.